# Tajgabeckasin
Tajgabeckasin (Gallinago megala) är en fågel i familjen snäppor inom ordningen vadarfåglar. Den häckar i Sibirien och övervintrar från Indien till norra Australien. Arten är fåtalig men inte hotad.

## Utseende och läte
Tajgabeckasinen är en typisk beckasin med korta ben, lång näbb och kryptisk teckning och med en längd på cirka 26–31 centimeter mittemellan enkelbeckasin och dubbelbeckasin i storlek. Den är mycket svår att skilja från enkelbeckasin och kanske ännu mer sibirisk beckasin. Från den senare avviker den genom att sakna den sibiriska beckasinens sex till sju nålsmala yttre stjärtfjädrar samt en något tjockare kropp, längre stjärt och kortare ben som inte sticker ut i flykten. Jämfört med enkelbeckasinen saknar den dennes vita vingbakkant och har mörkare vingundersida samt kortare näbb.
Säkraste sättet att skilja tajgabeckasinen från dess släktingar är det avvikande spellätet, ett vinande och ihåligt allt starkare ljud som avslutas pulserande och allra sist några sträva dämpade toner.

## Utbredning
Tajgabeckasinen är en flyttfågel som häckar i mellersta och östra Sibirien, men är möjligen förbisedd längre västerut. Den övervintrar från Indien till Sydostasien, Filippinerna och norra Australien.
Fågeln är en mycket sällsynt gäst i Europa med två fynd i Uralbergen samt en spelande hane i Värtsilä, Finland 3–5 juli 2008. Det anses dock att fler fynd är att förvänta.

## Systematik
Tajgabeckasinen behandlas som monotypisk, det vill säga att den inte delas in i några underarter. Den är mycket nära släkt med både sibirisk beckasin (G. stenura) och japansk beckasin (G. hardwickii).

## Ekologi

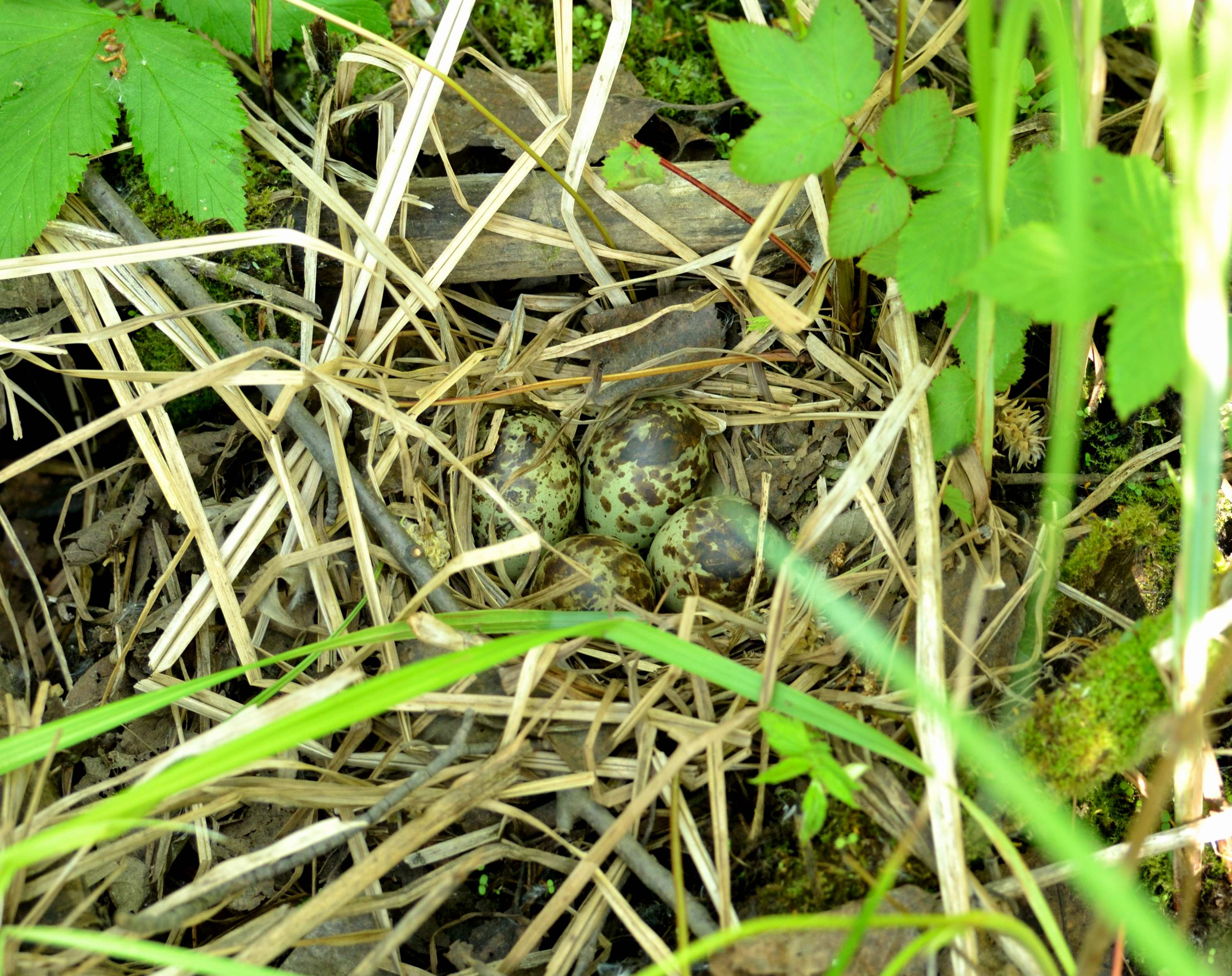
Tajgabeckasinens bo.

Tajgabeckasinen häckar från maj till augusti i öppna lövskogar eller blandskogar med särskild förkärlek för gräsområden nära våtmarker och åar, hyggen, skogsområden utmed floddalar samt skogsgläntor med ängar, buskar och asp- och björksly. Den undviker de blötaste myrarna men kan påträffas på fjällängar nära trädgränsen. 
Vintertid förekommer den i tät växtlighet kring söt- och bräckvattensvåtmarker, träsk, risfält, små vattendrag och vattenreningsdammar.
Fågeln födosöker helst nattetid eller kring skymning och gryning på jakt efter daggmask, insekter och deras larver (till exempel lysmaskar, skalbaggar, gräshoppor och myror), marklevande mollusker samt frön.

## Status och hot
Arten har ett stort utbredningsområde, men en relativt liten världspopulation på 25 000 till 100 000 individer vars utveckling är osäker. Trots detta anser inte internationella naturvårdsunionen att den kan anses hotad och kategoriserar den därför som livskraftig (LC).